# ام‌وی فریدم استار
ام‌وی فریدم استار (به انگلیسی: MV Freedom Star) یک کشتی است که طول آن ۱۷۶ فوت (۵۳٫۶ متر) و  ارتفاع آن ۷۲ فوت (۲۱٫۹ متر) می‌باشد. این کشتی  در سال ۱۹۸۱ ساخته شد.